# Mistrzostwa Europy w Lekkoatletyce 1966 – bieg na 200 m kobiet

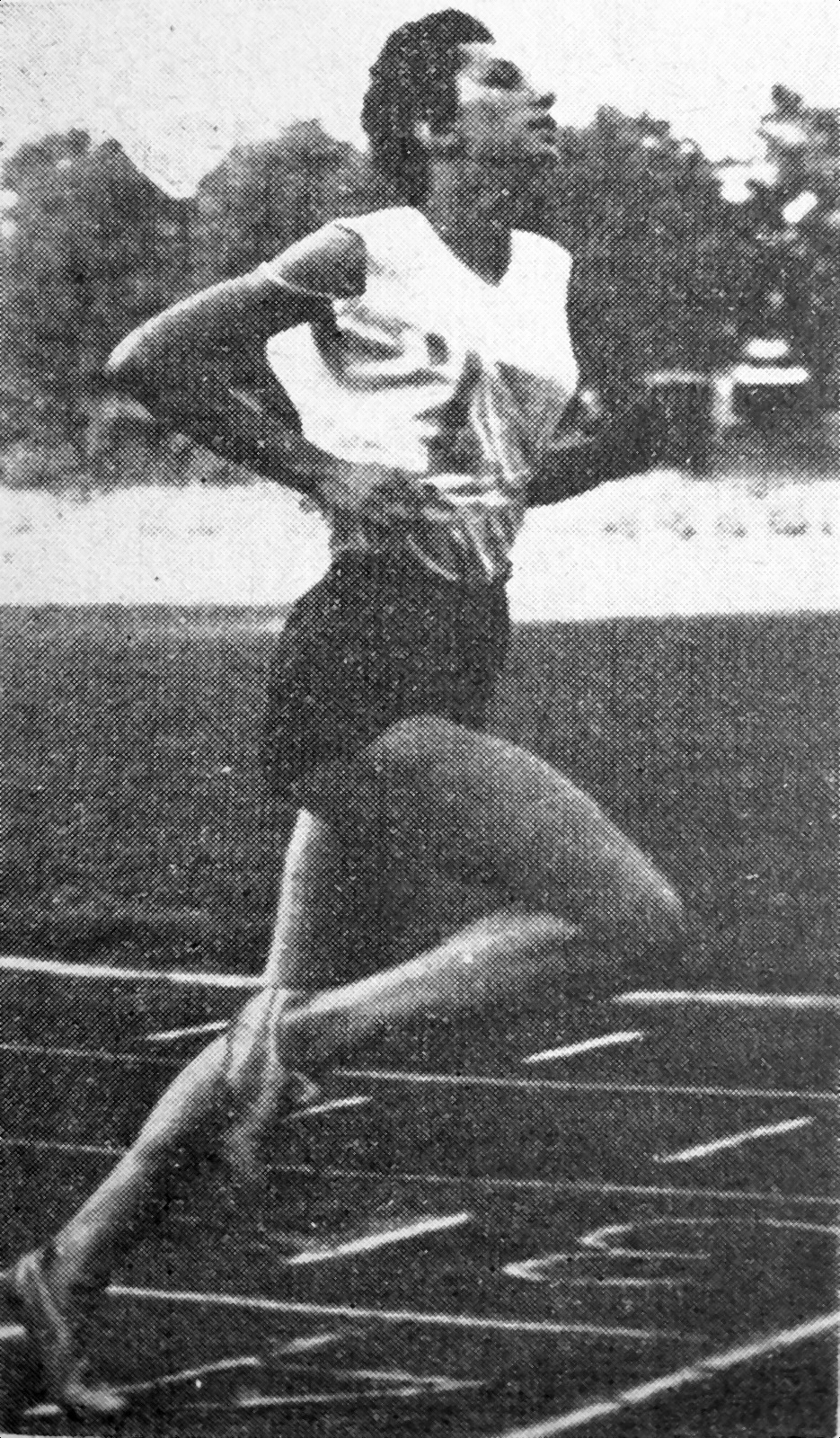
Irena Kirszenstein

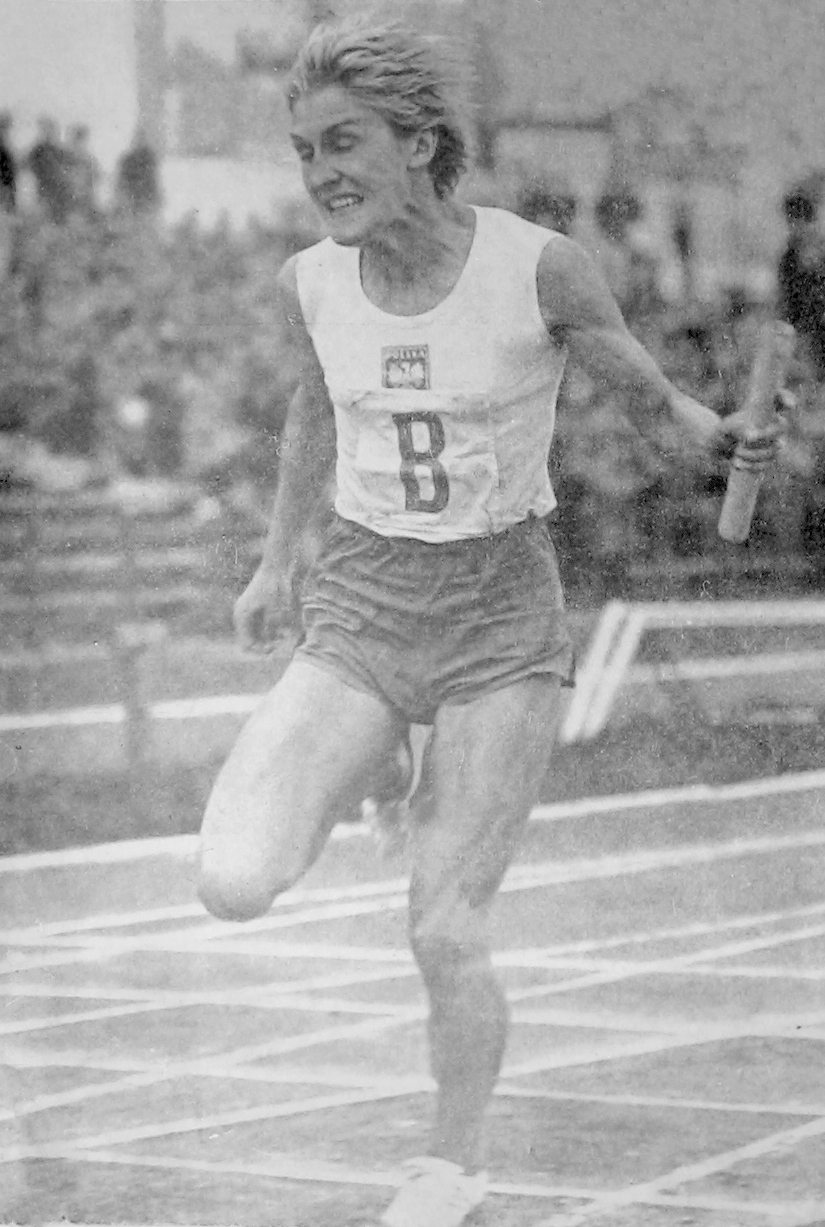
Ewa Kłobukowska

Bieg na dystansie 200 metrów kobiet był jedną z konkurencji rozgrywanych podczas VIII Mistrzostw Europy w Budapeszcie. Biegi eliminacyjne i półfinałowe zostały rozegrane 1 września, a bieg finałowy 2 września 1966 roku. Zwyciężczynią tej konkurencji została Irena Kirszenstein. W rywalizacji wzięło udział dziewiętnaście zawodniczek z czternastu reprezentacji.

## Rekordy
| Rekord świata     | Irena Kirszenstein (POL) | 22,7 | Warszawa, Polska    | 08.08.1965 |
| Rekord Europy     | Irena Kirszenstein (POL) | 22,7 | Warszawa, Polska    | 08.08.1965 |
| Rekord mistrzostw | Jutta Heine (DEU)        | 23,5 | Belgrad, Jugosławia | 15.09.1962 |

## Wyniki

### Eliminacje
Bieg 1
| Miejsce | Zawodniczka     | Czas | Uwagi |
| ------- | --------------- | ---- | ----- |
| 1       | Truus Hennipman | 24,0 | Q     |
| 2       | Ioana Petrescu  | 24,5 | Q     |
| 3       | Maureen Tranter | 24,7 | Q     |
| 4       | Gabrielle Meyer | 25,6 | Q     |

Bieg 2
| Miejsce | Zawodniczka        | Czas | Uwagi |
| ------- | ------------------ | ---- | ----- |
| 1       | Ewa Kłobukowska    | 24,3 | Q     |
| 2       | Christina Heinich  | 24,3 | Q     |
| 3       | Karin Wallgren     | 24,4 | Q     |
| 4       | Wałentyna Bolszowa | 24,4 | Q     |
| 5       | Olimbi Moçka       | 27,2 |       |

Bieg 3
| Miejsce | Zawodniczka        | Czas | Uwagi |
| ------- | ------------------ | ---- | ----- |
| 1       | Wira Popkowa       | 23,7 | Q     |
| 2       | Kirsten Roggenkamp | 23,7 | Q     |
| 3       | Ingrid Tiedtke     | 23,9 | Q     |
| 4       | Eva Lehocká        | 24,3 | Q     |
| 5       | Janet Simpson      | 24,6 |       |
| 6       | Erzsébet Bartos    | 24,8 |       |

Bieg 4
| Miejsce | Zawodniczka        | Czas | Uwagi |
| ------- | ------------------ | ---- | ----- |
| 1       | Hannelore Trabert  | 24,6 | Q     |
| 2       | Donata Govoni      | 24,7 | Q     |
| 3       | Ljiljana Petnjarić | 25,2 | Q     |
| 4       | Irena Kirszenstein | 25,2 | Q     |

### Półfinały
Półfinał 1
| Miejsce | Zawodniczka        | Czas | Uwagi |
| ------- | ------------------ | ---- | ----- |
| 1       | Ewa Kłobukowska    | 23,8 | Q     |
| 2       | Wira Popkowa       | 23,9 | Q     |
| 3       | Ingrid Tiedtke     | 24,1 | Q     |
| 4       | Hannelore Trabert  | 24,1 | Q     |
| 5       | Karin Wallgren     | 24,4 |       |
| 6       | Ljiljana Petnjarić | 25,0 |       |
| 7       | Gabrielle Meyer    | 25,2 |       |
| –       | Ioana Petrescu     | DNF  |       |

Półfinał 2
| Miejsce | Zawodniczka        | Czas | Uwagi |
| ------- | ------------------ | ---- | ----- |
| 1       | Irena Kirszenstein | 23,6 | Q     |
| 2       | Kirsten Roggenkamp | 23,8 | Q     |
| 3       | Truus Hennipman    | 24,0 | Q     |
| 4       | Eva Lehocká        | 24,1 | Q     |
| 5       | Wałentyna Bolszowa | 24,3 |       |
| 6       | Maureen Tranter    | 24,3 |       |
| 7       | Christina Heinich  | 24,5 |       |
| 8       | Donata Govoni      | 24,9 |       |

### Finał
| Miejsce | Zawodniczka        | Czas | Uwagi |
| ------- | ------------------ | ---- | ----- |
| 1       | Irena Kirszenstein | 23,1 | CR    |
| 2       | Ewa Kłobukowska    | 23,4 |       |
| 3       | Wira Popkowa       | 23,7 |       |
| 4       | Kirsten Roggenkamp | 23,8 |       |
| 5       | Ingrid Tiedtke     | 23,9 |       |
| 6       | Eva Lehocká        | 24,0 |       |
| 7       | Hannelore Trabert  | 24,2 |       |
| 8       | Truus Hennipman    | 24,4 |       |